# Théâtre musical académique d'État d'Azerbaïdjan
Le théâtre musical d'État d'Azerbaïdjan (en azéri : Azərbaycan Dövlət Musiqili Teatrı) se situe à Bakou, à l'emplacement de l'ancien théâtre de Taghiev.

## Histoire
La première du film Mari et femme, une comédie musicale écrite par Üzeyir Hacıbəyov en 1909, s’est déroulée le 24 mai 1910 dans le bâtiment du cirque des frères Nikitin, à Bakou. Cette production a jeté les bases du théâtre d'État de la comédie musicale de l'Azerbaïdjan. En 1938, des comédies musicales étaient présentées sur la scène du théâtre d'opéra et de ballet académique d'État d'Azerbaïdjan. 
En 1938, un théâtre indépendant de comédie musicale (avec les départements de l'Azerbaïdjan et de la Russie), qui obtint le statut officiel de Théâtre d'État de la comédie musicale de l'Azerbaïdjan en septembre de la même année, fut organisé. En 1939, les premières comédies musicales azerbaïdjanaises et soviétiques telles que La jeune mariée  pour 5 manats (S. Rustamov), Mari et femme, Le célibataire marié (A. Machadibeyov) et Roza (S. Hadjibeyov) sont mises en scène. Des comédies telles que La Princesse du cirque(Emmerich Kálmán), Archin mal alan (U. Hadjibeyov), et d'autres ont été mises en scène par le département russe du théâtre.
À partir des années 1940, le théâtre a pris une place importante dans la vie culturelle azerbaïdjanaise.